# Beleg van Wenen (1683)
Het Beleg van Wenen van 1683 (Pools: Bitwa pod Wiedniem; Duits: Schlacht am Kahlenberg; Turks: İkinci Viyana Kuşatması) was een poging door het Ottomaanse Rijk om de hoofdstad van het aartshertogdom Oostenrijk in te nemen, die toentertijd ook de residentie was van keizer Leopold I van het Heilige Roomse Rijk en de zetel van de Habsburgse monarchie. Het beleg begon op 14 juli 1683 en eindigde op 12 september 1683 toen de belegeringsmacht verslagen werd door een ontzettingsleger.
Het Ottomaanse Rijk had in het begin van de zestiende eeuw de Balkan helemaal veroverd, en het grootste deel van Hongarije onderworpen. Dat leidde tot rivaliteit met de Habsburgers die zelf Koninklijk Hongarije in bezit namen. In 1529 deden de Turken al eens een poging Wenen in te nemen, destijds onder leiding van sultan Süleyman I de Prachtlievende. Daarna wisselden slepende oorlogen en lange bestanden elkaar af. Toen in 1681 het Habsburgse gezag over Koninklijk Hongarije verzwakt was door een protestants-Hongaarse opstand, kreeg de Ottomaanse grootvizier Kara Moestafa van sultan Mehmet IV toestemming met een leger van 138.000 man Wenen te veroveren om een "Koninkrijk Wenen" te vestigen onder de heerschappij van de protestantse Hongaar Imre Thököly.
De Oostenrijkers waren in het voorjaar van 1683 te zwak om het op een veldslag te laten aankomen en trokken zich met het grootste deel van de inwoners terug toen een grote macht van Turken, Hongaren en Krim-Tataren het beleg sloeg rond Wenen dat door een klein garnizoen verdedigd bleef worden. Moestafa hoopte een snelle overwinning te forceren door de stadswallen met mijnen op te blazen. Daarom schonk hij weinig aandacht aan zijn eigen verdediging. Begin september stond de stad op het punt te vallen toen een tachtigduizend man sterk ontzettingsleger arriveerde van Duitse vorsten onder het bevel van de met een grote ruitermacht te hulp geschoten Poolse koning Jan III Sobieski. Op 12 september braken deze troepen na felle strijd door de verdedigende Turkse schans tussen de Kahlenberg en de Donau waarna de Turkse hoofdmacht op de vlucht sloeg. Hierop volgde de Grote Turkse Oorlog waarin heel Hongarije voor de Turken verloren ging.
Het mislukte beleg van Wenen in 1683 wordt wel gezien als het begin van het einde van het Ottomaanse Rijk. Op het initiatief van de paus werd in 1684 een Heilige Liga gevormd voor een gezamenlijke strijd van het christelijke westen tegen de islamitische Turken. In die strijd was het sterkste christelijke land Frankrijk echter de rivaal van Oostenrijk en de bondgenoot van de Ottomanen en het falen van het beleg was een tegenvaller voor Lodewijk XIV van Frankrijk.

## Achtergronden

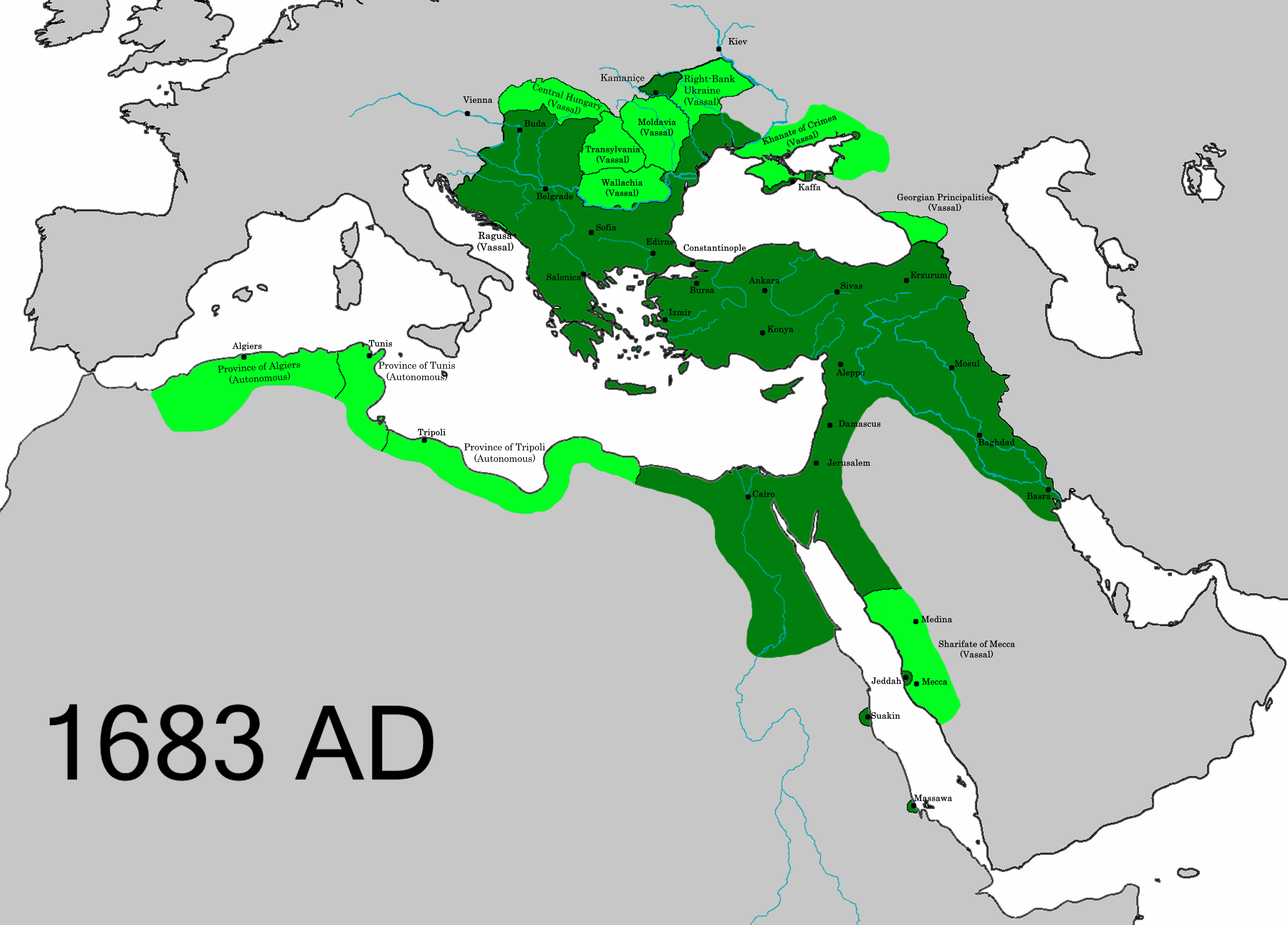
Het Ottomaanse Rijk in 1683

Gedurende de zeventiende eeuw raakte het Ottomaanse Rijk geleidelijk in verval. De grootste Europese gebiedsuitbreiding was bereikt in het begin van de Ottomaans-Poolse Oorlog (1671-1676) door de verovering van Podolië maar al aan het eind van dat conflict moest men berusten in het verlies van een deel van het gewonnen territorium. Ook tegen Rusland liepen de Ottomanen tegen hun grenzen van gebiedsuitbreiding aan. Als gevolg van de Russisch-Turkse Oorlog (1676-1681) moesten de Ottomanen aanspraken op Linkeroever-Oekraïne opgeven, wat vast werd gelegd in het Verdrag van Bachtsjisara.

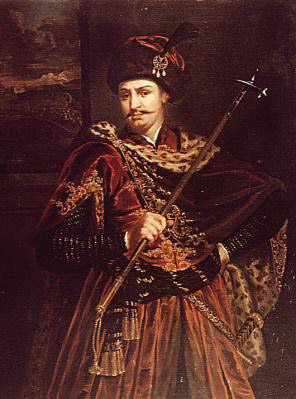
De opstand van de Hongaarse graaf Thököly was de aanleiding voor de oorlog

Er was nog een derde grote Europese mogendheid met invloed op de Balkan: het Habsburgse Rijk. Sinds 1606, het eind van de Vijftienjarige Oorlog, had men daarmee een bestand gehad maar dat werd in 1663 verbroken door een Turkse inval. Het invasieleger werd in 1664 verpletterend verslagen in de Slag bij Szentgotthárd. De nasleep van die slag zou echter de Habsburgse positie ondermijnen. De Hongaarse onderdanen van de Habsburgers hadden namelijk vast verwacht dat men na de overwinning heel Hongarije zou bevrijden. Dat liet men na uit vrees voor een herleving van een grote Hongaarse staat. Dit zette kwaad bloed. In 1670 begonnen hoge Hongaarse edelen, ten dele protestanten, tegen keizer Leopold I samen te zweren. Leopold onderdrukte de rebellie meedogenloos. Protestantse geestelijken werden naar de galeien gezonden; later zouden de overlevenden op voorspraak van Michiel de Ruyter in vrijheid gesteld worden. De erflanden van de edelen vervielen aan de kroon. Een daarvan, graaf Imre Thököly, zocht zijn toevlucht bij een Turkse vazal, de Hongaarse en protestantse prins van Transsylvanië Michaël I Apafi. Met diens hulp, en steun van Lodewijk XIV van Frankrijk, begon Thököly van 1678 af het oostelijk deel van Koninklijk Hongarije te veroveren, een gebied dat min of meer samenviel met het huidige Slowakije. In 1681 zag Leopold zich gedwongen Thökölys machtspositie te erkennen en sloot een bestand.
Thököly vertrouwde Leopold echter niet en besloot zijn positie verder te verstevigen door zich in 1682 door sultan Mehmet IV te laten erkennen als koning van Opper-Hongarije. Dit was een directe uitdaging van het Habsburgse gezag en moest wel uitlopen op een grote oorlog tussen Habsburgers en Ottomanen. Grootvizier Kara Moestafa bedacht daarbij een ambitieus plan dat voorgoed een eind moest maken aan iedere Habsburgse invloed in Hongarije. Men zou Thököly ondersteunen door van de provincie Boeda uit Wenen te veroveren en een "Koninkrijk Wenen" te stichten onder protestants Hongaars gezag, met Thököly als koning. Men hoopte daarbij dat de val van Wenen een zeer rijke buit zou opleveren. Voor een belegering was echter een groot leger nodig en dat kon pas in de zomer van 1683 op de been gebracht worden. Voor 1682 beperkte men zich dus tot de belegering van grensvestingen. Dat gaf de Habsburgers ongeveer vijftien maanden de tijd om de verdediging van de keizerlijke hoofdstad te organiseren. Op 6 augustus 1682 verklaarde het Ottomaanse rijk formeel de oorlog, waarmee een twintigjarig bestand dat men in 1664 met het keizerrijk gesloten had, verbroken werd.

## Oostenrijk zoekt bondgenoten

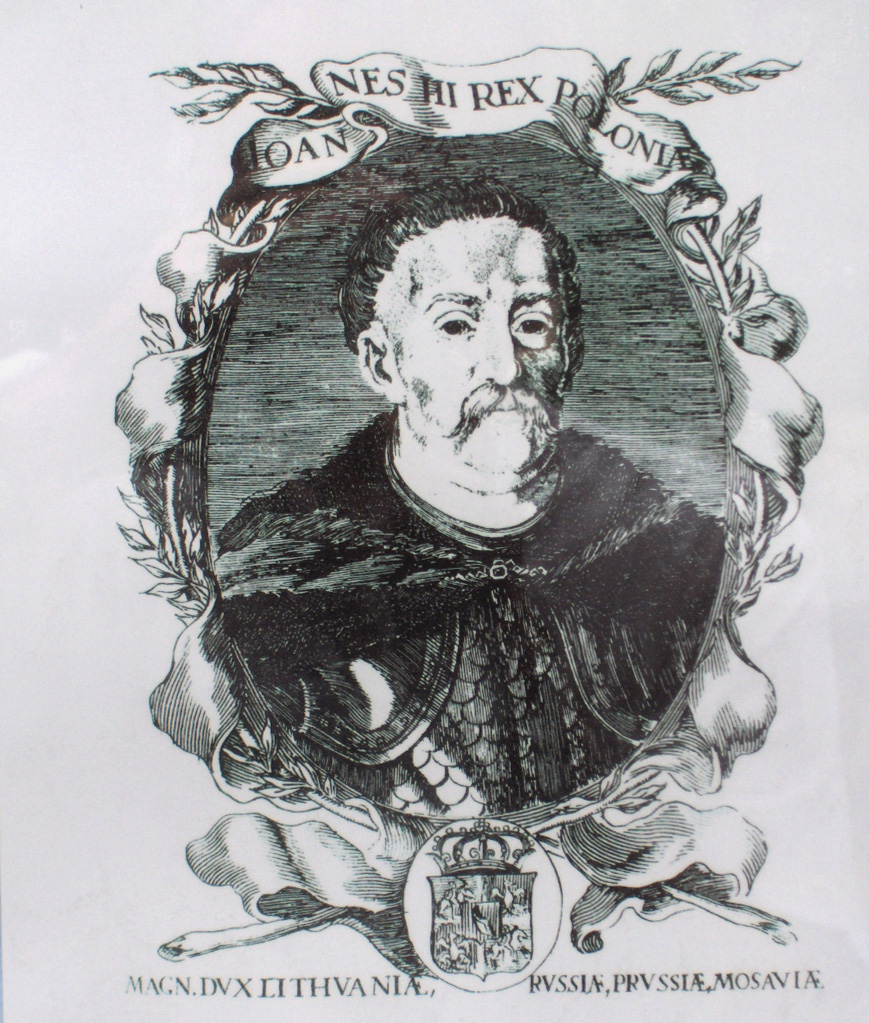
Jan Sobieski

Het viel de Habsburgers, verzwakt door de slepende oorlog vanaf 1678 en het verlies van hun Hongaarse leenmannen, echter niet eenvoudig steun te vinden. De verreweg sterkste Europese mogendheid van dat moment, Frankrijk, was een traditionele rivaal en van oudsher een bondgenoot van de Ottomanen. De Franse ambassadeur in Istanboel, Gabriel Joseph de Lavergne, graaf van Guilleragues, had Kara Moestafa in de zomer van 1682 toegezegd dat Frankrijk de Habsburgers in geen geval te hulp zou komen. Lodewijk XIV zag de ondergang van Oostenrijk als een fraaie kans om een volledige Franse hegemonie in het Heilige Roomse Rijk te vestigen en misschien zelf tot keizer gekozen te worden. Dit dwong de Habsburgers een grote legermacht aan de Rijn te handhaven. Het Franse opportunisme riep echter de woede op van paus Innocentius XI die het als een verraad zag aan de christelijke zaak. De paus ondersteunde Oostenrijk door de traditionele Heilige Liga tussen de Habsburgers, de Pauselijke Staat en de Republiek Venetië nieuw leven in te blazen. De steun die deze bondgenoten konden leveren was in 1683 echter meer moreel dan materieel. De Habsburgse gezant in Istanboel, Alberto Caprara, poogde vergeefs een nieuw vredesverdrag met de Ottomanen te sluiten; de onderhandelingen mislukten want de keizer was niet van plan enige territoriale concessie te doen en wilde geen tribuut betalen. Daarom sloot de keizer het Verdrag van Warschau met Polen dat een wederzijdse bijstand inhield in geval een van de verdragspartners door het Ottomaanse Rijk werd aangevallen. Als Krakau of Wenen zou worden belegerd was de andere partij verplicht een ontzettingsleger uit te zenden. De pogingen van de keizer om vrede te sluiten stelden Moestafa voor zekere theologische problemen want hij wilde de campagne beschouwen als een heilige oorlog en hij vroeg daarom een fatwa van de Sjeikh ul-Islam Çatalcali Ali Efendi of het toegestaan was een jihad te voeren tegen een partij die zich overgaf of weigerde te vechten; dat bleek niet geoorloofd.
Ondertussen bouwden de Ottomanen een groot leger op in Adrianopel. Op 1 april 1683 was dit volledig geconcentreerd en begon de opmars, onder commando van Kara Moestafa zelf, richting Belgrado dat begin mei bereikt werd. Tot die stad werd het leger door Mehmet IV zelf begeleid. De logistieke ondersteuning van deze tocht was zwak en de strijdmacht hield zich in leven door de voedselvoorraden van de plaatselijke bevolking op te eten. Daarbij werden op grote schaal goederen geroofd en mensen tot slaaf gemaakt. In juni verenigde dit Turkse leger zich ten westen van Boeda met de Hongaarse strijdkrachten onder Apafi en de Krim-Tataren van chan Moerad Giray. Giray en Ibrahim Pasja, de gouverneur van Boeda, stelden voor eerst de grensvestingen te veroveren, met name Raab ofwel Györ, en de Habsburgse gebieden te plunderen om dan te overwinteren in Hongarije en in het vroege voorjaar van 1684 het beleg van een ondertussen uitgehongerd Wenen te beginnen. Moestafa koos echter voor een korte beslissende actie waarbij de stad door bestorming genomen moest worden.

## Begin van het beleg
Op 7 juli 1683 verscheen een macht van veertigduizend bereden Krim-Tataren ten oosten van Wenen. De keizer, die ze op een jachtpartij persoonlijk tegenkwam, vluchtte hierop met het hof en zo'n zestigduizend inwoners naar Passau. Het Oostenrijkse veldleger van twintigduizend man onder commando van Karel V van Lotharingen viel terug op Linz. In Wenen bleef een klein garnizoen achter onder de stadscommandant graaf Ernst Rüdiger von Starhemberg. De stad was ondertussen voorzien van voldoende voorraden aan voedsel en munitie. De omwalling voldeed niet aan de hoogste eisen van de toenmalige vestingbouw maar zwakke punten waren versterkt door houten palissades. De voorsteden waren platgebrand om een vrij schootsveld te verkrijgen voor de verdedigers.

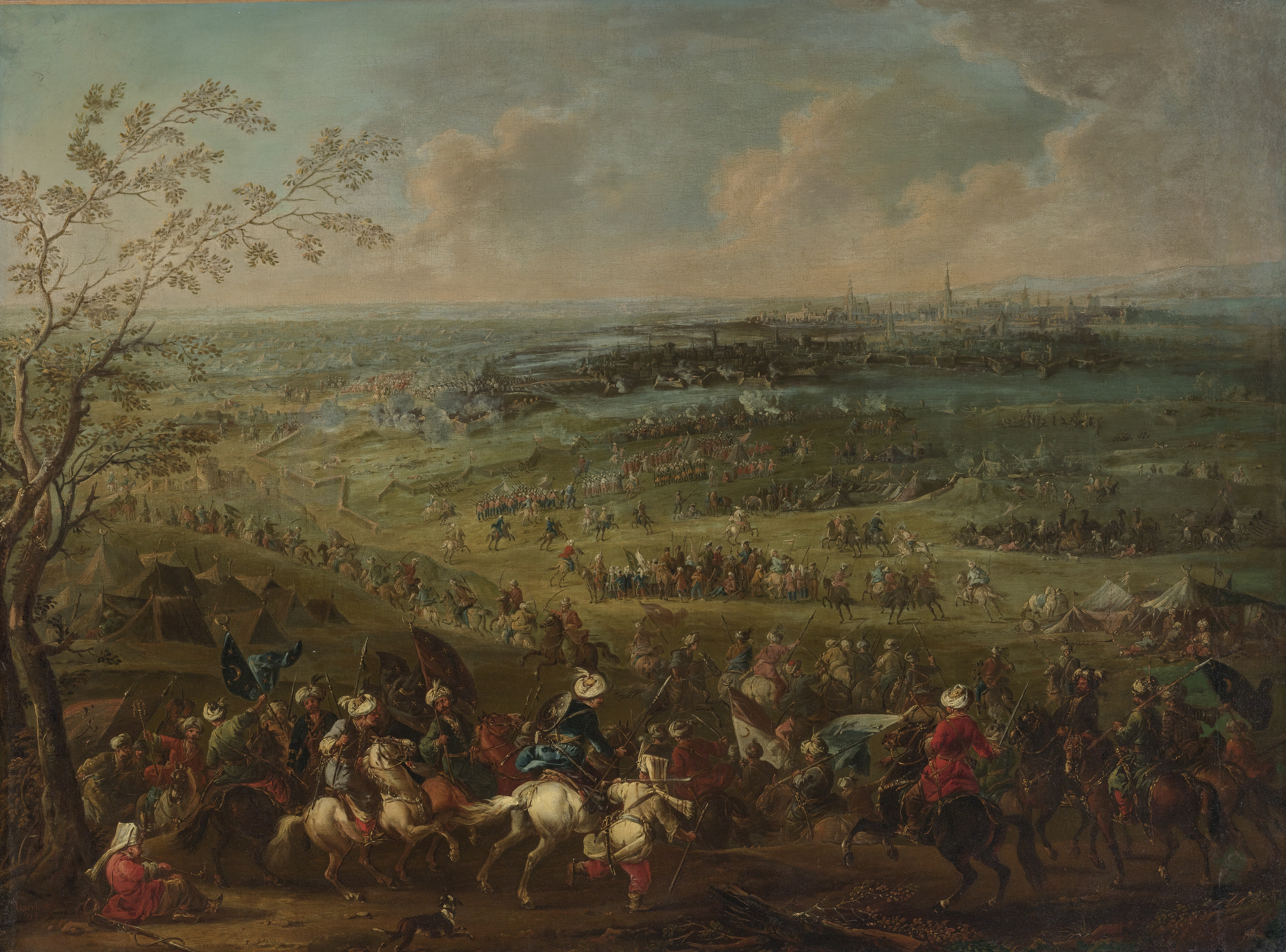
De Ottomaanse troepen voor Wenen

In Wenen bleven in juli nog hooguit elfduizend soldaten en vijfduizend burgervrijwilligers achter. Rond 14 juli, toen Moestafa de overgave van de stad eiste, begon het eigenlijke beleg door een Turks infanterieleger van zo'n honderdduizend man waaronder twaalfduizend in zestig orta's, elite-eenheden van Janitsaren. Het Ottomaanse leger had een hoog moreel en een moderne genie-eenheid van vijfduizend sapeurs. Die begonnen de stad te omgeven met een stelsel van loopgraven en schansen dat de muren steeds dichter naderde. De zwakte van de Turken was hun gebrek aan voldoende artillerie, iets wat ook al het beleg van 1529 had doen mislukken. Ze hadden zo'n honderdvijftig veldkanonnen meegevoerd zonder echt belegeringsgeschut. Deze artillerie kon het niet bolwerken tegen de driehonderdzeventig stukken van de verdedigers. Moestafa besloot daarom de muren te ondermijnen. De eerste mijn werd op 23 juli tot ontploffing gebracht. Met contramines, het plaatsen van mijnen onder de aanvalstunnels, trachten de verdedigers vanaf 26 juli dat weer tegen te werken. Ze konden echter op 12 augustus niet voorkomen dat een bastion verloren ging. Tegelijkertijd brak er dysenterie uit in de stad doordat de aanvoer van schoon water uit de bergen verbroken was en men dus uit de vervuilde stadsputten moest drinken. Door het hamsteren van voedsel dreigde een gedeelte van de overgebleven burgerbevolking te verhongeren en ondanks een oproep van de kerk weigerden velen mee te werken aan een eerlijke verdeling. Sommigen verkochten zelfs voedsel aan de belegeraars. De wijde omgeving van Wenen werd door de Turken en Tataren geplunderd en gebrandschat. Voor de Ottomanen verliep het beleg dan ook voorspoedig. Begin september waren de buitenste omwallingen grotendeels gevallen en leek het een kwestie van dagen voor de strijd beslist zou zijn. Op 4 september viel bijna het Burg-bastion en op 8 september werd met moeite de Löbel gehouden; beide bastions waren nu echter zo zwaar beschadigd dat ze geen enfilerend vuur meer konden afgeven op de tussenliggende muur die de Turkse sappeurs hadden ondermijnd met vijf tunnels. Het garnizoen was geslonken tot zo'n vierduizend inzetbare soldaten.

## Slag om Wenen

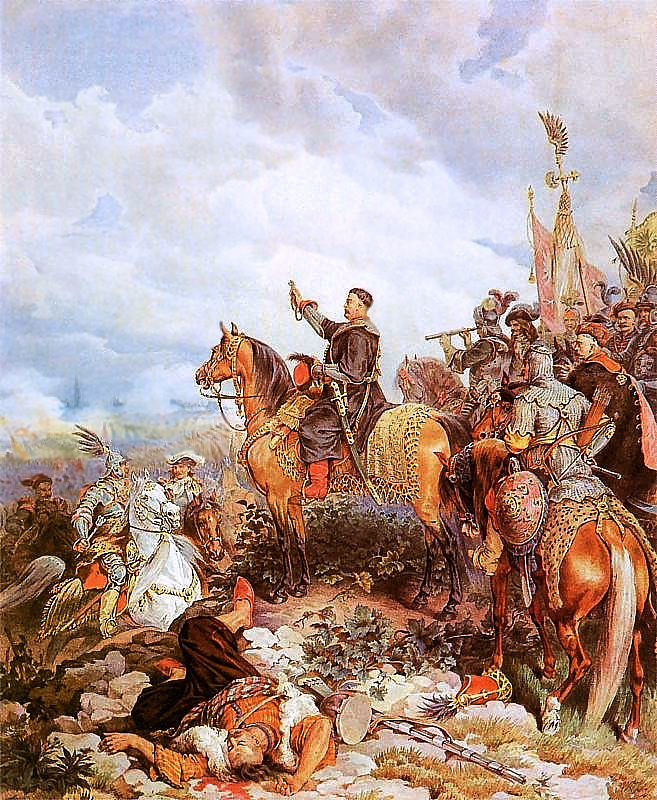
Sobieski geeft letterlijk zijn zegen aan de beslissende cavaleriecharge

Ondertussen was Karel van Lotharingen druk bezig geweest zijn veldleger op te bouwen. Habsburgse versterkingen marcheerden inderhaast uit het westen naar de Donau. Men nam terecht aan dat Lodewijk XIV zich niet zou blameren door onder dit soort omstandigheden een offensief tegen de Rijnposities te beginnen; wel viel de Franse koning Kortrijk aan wat leidde tot de Frans-Spaanse Oorlog (1683-1684). Als keizer van het Heilige Roomse Rijk kon Leopold een beroep doen op alle andere Duitse vorsten om een Reichsheer te vormen. Dat leidde echter niet tot een algehele Duitse mobilisatie. De meeste heersers hielden hun troepen thuis, in het geval van Brandenburg ondanks toezeggingen van steun, omdat ze de Fransen vreesden of erdoor omgekocht waren. Kleinere contingenten verschenen echter onder aanvoering van Johan George III van Saksen (keurvorstendom Saksen), Maximiliaan II Emanuel van Beieren (keurvorstendom Beieren) die een strijdmacht commandeerde met rijksmaarschalk George Frederik van Waldeck-Eisenberg, en Julius Frans van Saksen-Lauenburg. Verder waren er troepen uit het koninkrijk Hannover en uit Zwaben en Frankenland. Ook werden er zoveel mogelijk soldaten plaatselijk geronseld en was er een kleine instroom van vrijwilligers.

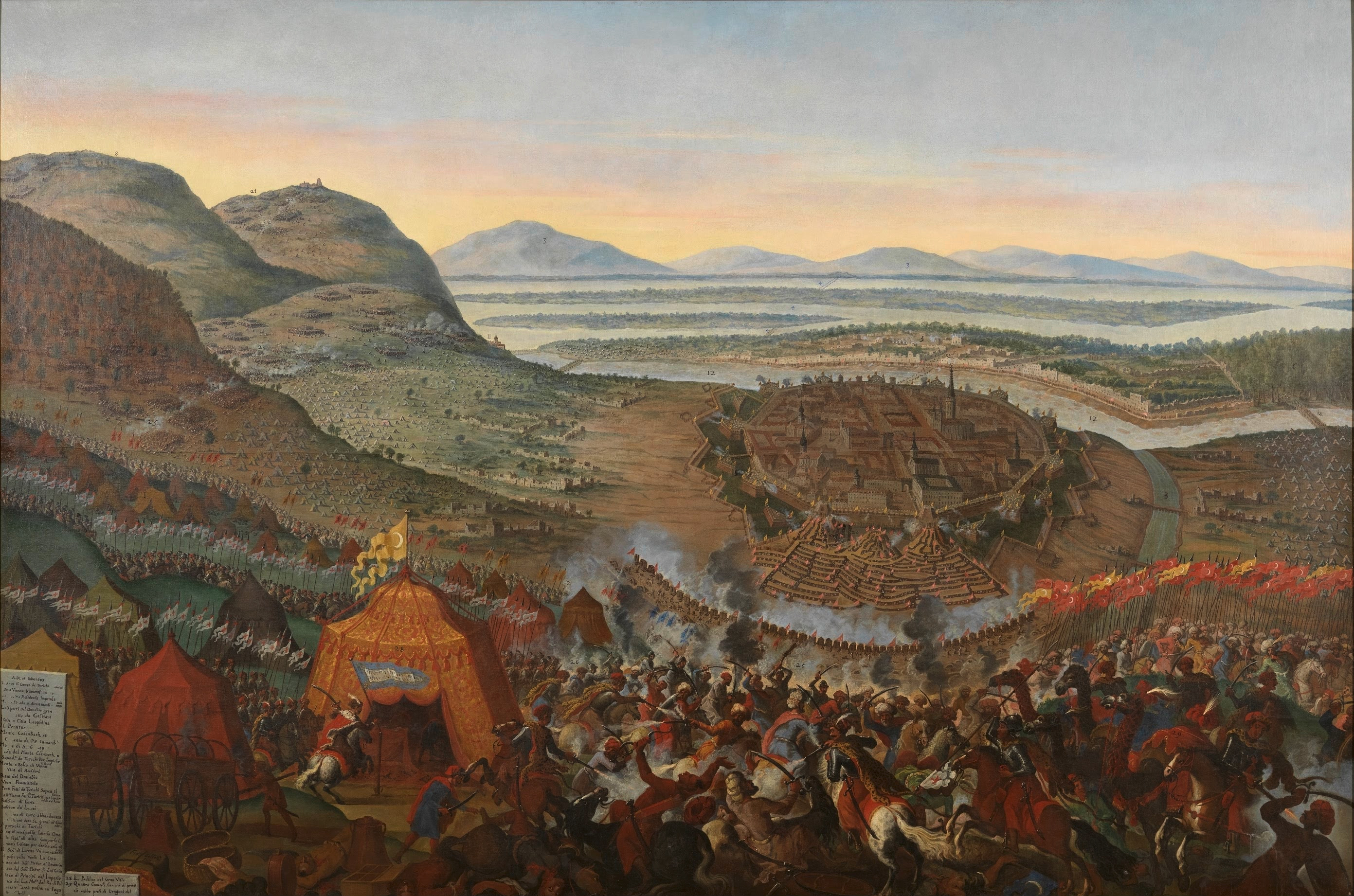
De Slag bij de Kahlenberg

Het belangrijkste was dat de Poolse koning Jan Sobieski, die op het eind van de laatste Pools-Turkse Oorlog de Ottomanen in het nauw gebracht had, zijn verdragsverplichting nakwam, op 18 juli Warschau verliet en met een groot ruiterleger van zo'n twintigduizend huzaren, versterkt door zestienduizend voetknechten, via Krakau naar Oostenrijk oprukte. Dat deed hij overigens niet met groot enthousiasme. Hij bedong dat hij volledig voor zijn inspanningen kosteloos gesteld zou worden. Omdat hij een Hongaarse inval in zijn eigen koninkrijk vreesde, liet hij de helft van zijn leger onder leiding van de hetman van het aan Polen verbonden Litouwen, Jan Casimir Sapieha de Jongere, naar Opper-Hongarije oprukken.
Nog voor de Polen arriveerden, begon Karel van Lotharingen richting Wenen op te rukken. Eind augustus versloeg hij troepen van Thököly bij Bisamberg, zo'n vijf kilometer van de hoofdstad maar wel op de noordoever van de Donau, dus aan de andere kant van de rivier. Sobieski verenigde zich op 31 augustus met het keizerlijke leger en trok op 6 september bij Tulln an der Donau de rivier over. De gezamenlijke strijdmacht, ruim tachtigduizend man sterk en met 150 veldkanonnen, begon zich nu langs de zuidoever naar het oosten te bewegen. Het leger werd onder opperbevel van de Poolse koning gesteld.
Kara Moestafa, die op 4 september van de nadering van het Poolse leger op de hoogte gebracht was, bevond zich in een bijzonder slechte positie om zich hiertegen te verdedigen. Hij had gegokt dat als hij zijn volledige geniecapaciteit voor de bestorming van de stad zou inzetten, deze binnen een maand gevallen zou zijn, lang voordat er enige hulp zou komen opdagen. Daarom liet hij alleen een contravallatie aanleggen maar geen ruimere circumvallatie om de belegeringsmacht tegen een aanval van een ontzettingsleger te beschermen. Door de nieuwe palissades was de aanval echter vertraagd geraakt. Daarbij waren veel van zijn bondgenoten wel bereid om te plunderen maar niet om grote risico's te nemen. De Krim-Tataren hadden ronduit geweigerd om de veel zwaarder gepantserde Poolse cavalerie de overtocht over de Donau te beletten. De aanvallen op de stad opschorten om met zijn volledige leger slag te leveren, wilde hij niet. Op 8 september leek het nog maar een kwestie van dagen voordat een volledige bres in de binnenmuur geslagen zou zijn. Door even door te zetten kon hij het risico van een geregelde veldslag vermijden en als de stad viel, kon hij zich daarin zo zwaar verschansen dat het ontzettingsleger wel zou afdruipen. Hij besloot daarom het merendeel van zijn troepen de aanval op Wenen te laten voortzetten. Zijn strijdmacht was intussen flink geslonken. Sommige eenheden belegerden andere vestingen en veel manschappen waren aan het foerageren. Ruwweg twintigduizend waren tijdens het beleg gesneuveld, gewond geraakt of aan ziekte overleden. Van het restant van zeventigduizend man liet hij zesduizend infanteristen en tweeëntwintigduizend ruiters tegen de keizerlijke troepen opstellen. De infanterie concentreerde hij in een blokkerend veldwerk op het nauwste punt tussen de rivier en de bergen, dat later de naam "Turkenschans" kreeg. De flanken werden gedekt door voorliggende stadjes te versterken. De ruiterij moest de tussenliggende ruimte dekken. Het geheel werd ondersteund door een zestigtal veldkanonnen. De verdediging van deze stellingen moest voldoende tijd opleveren om de stad te nemen.

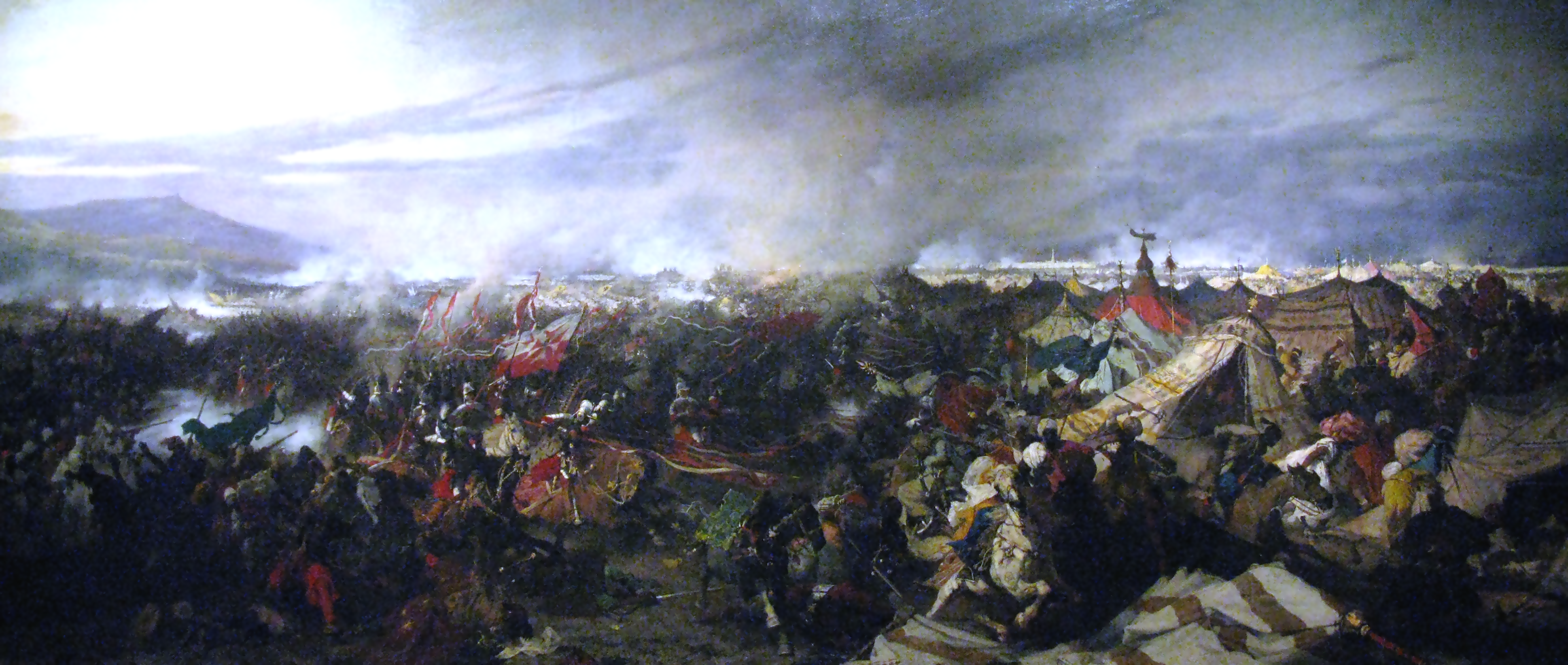
Poolse cavalerie overspoelt het kamp

Op 11 september werd de stad, die zelf met vuurpijlen om dringende hulp verzocht had, door rooksignalen van de bergen het komende ontzet aangekondigd om de verdedigers te bemoedigen. In de late nacht van 12 september verscheen Jan Sobieski voor de Turkse stellingen met zijn gezamenlijke Poolse en keizerlijke troepen. Nog voor het ochtend werd, vielen de Turken aan om te verhinderen dat het ontzettingsleger een goede slagorde innam. Op de linkerflank ging het keizerlijke leger op zijn beurt tot de aanval over en nam na zware strijd rond het middaguur Nussdorf en Heiligenstadt in. Door een uitgekiende strategie wist Sobieski hierna de Turkse verdediging op het verkeerde been te zetten. Eerst vielen achtereenvolgens de Duitse en Poolse infanterie na de versterkte dorpjes Unterdöbling en Oberdöbling genomen te hebben de "Turkenschans" aan, en nadat het Turkse leger grote terugtrekkende manoeuvres moest uitvoeren om zich te verdedigen en er hevig werd gevochten, kwamen de Poolse en Oostenrijkse zware cavalerie van huzaren uit de heuvels op de rechterflank, de Kahlenberg, afstormen. De Slag om Wenen wordt hierom ook wel de Slag bij de Kahlenberg genoemd. Zo'n achttienduizend ruiters drongen zich in de grootste cavaleriecharge sinds de middeleeuwen tussen de Turkenschans en de belegeringsstellingen en overrompelden het kamp van Kara Moestafa. Een grote buit viel in Poolse handen en dertigduizend krijgsgevangenen en slaven konden in vrijheid worden gesteld. Laatste pogingen door de Turken om alsnog de muur op te blazen mislukten toen tien mijnen onschadelijk konden worden gemaakt. De troepen in de contravallatie weigerden zich in de veldslag te mengen. Na dertien uur, rond 17:30, was de strijd beslist: achtduizend Turken waren gesneuveld, vijfduizend gaven zich over en het restant vluchtte richting Hongarije. Op bevel van Sobieski werden alle gewonde en zieke Turken die men aantrof afgemaakt. Kara Moestafa, aan een oog gewond, wist de wanordelijke troepen tien kilometer ten oosten van Wenen achter het riviertje de Schwechat te herorganiseren voor de terugtocht. Hij had het grootste deel van de krijgskas en het vaandel van de profeet weten te redden.

## Afloop
Sobieski en de keizerlijke troepen achtervolgden het terugtrekkende Turkse leger. Het Saksische leger was echter naar huis gekeerd, ontstemd door de vijandige houding van de katholieke bevolking. De Turkse leiders maakten elkaar hevige onderlinge verwijten, ruziënd over wie de schuld had aan het debacle. Ibrahim Pasja, die het hele militaire avontuur oorspronkelijk had ontraden, werd door toedoen van Moestafa terechtgesteld. Op 7 oktober 1683 poogde Sobieski het Turkse kamp te overrompelen met een snelle ruiteraanval, maar werd teruggeslagen door Turkse versterkingen onder Kara Mehmet. De volgende dag versloegen de Polen en Oostenrijkers echter de verbonden Turkse en Hongaarse strijdmachten in de Slag om Párkány. Van de zestienduizend nog overgebleven Turken overleefden er zevenduizend. Anders dan in 1664 besloot de keizer nu wel door te zetten. Dit leidde tot de Grote Turkse Oorlog en het definitieve verlies van Hongarije en Transsylvanië voor het Ottomaanse rijk.
"Veni, vidi, Deus vicit" ("ik kwam, ik zag en God overwon"), schreef Jan III Sobieski aan paus Innocentius XI na de overwinning op de Ottomanen, in navolging van Julius Caesars beroemde opmerking "Veni, vidi, vici" over de verovering van het Koninkrijk Pontus in Klein-Azië. Dankzij zijn prominente rol in het Beleg van Wenen werd Sobieski door de paus gehuldigd als de redder van Wenen en het Europees christendom.
Kara Moestafa viel in ongenade, voornamelijk door een hofintrige van de eunuch Joesoef Agha. Toen hij in december in Belgrado aankwam, werd hem op de 25e door de beul een geschenk van de sultan overhandigd: een zwart zijden koord. Hij wist wat dat betekende: een bevel om zich te laten wurgen. Na het beëindigen van het middaggebed werd hij geëxecuteerd. De beul sloeg hem in de doodskist het hoofd nog af; het werd gevuld met stro naar de sultan gezonden.

## Heilige Liga

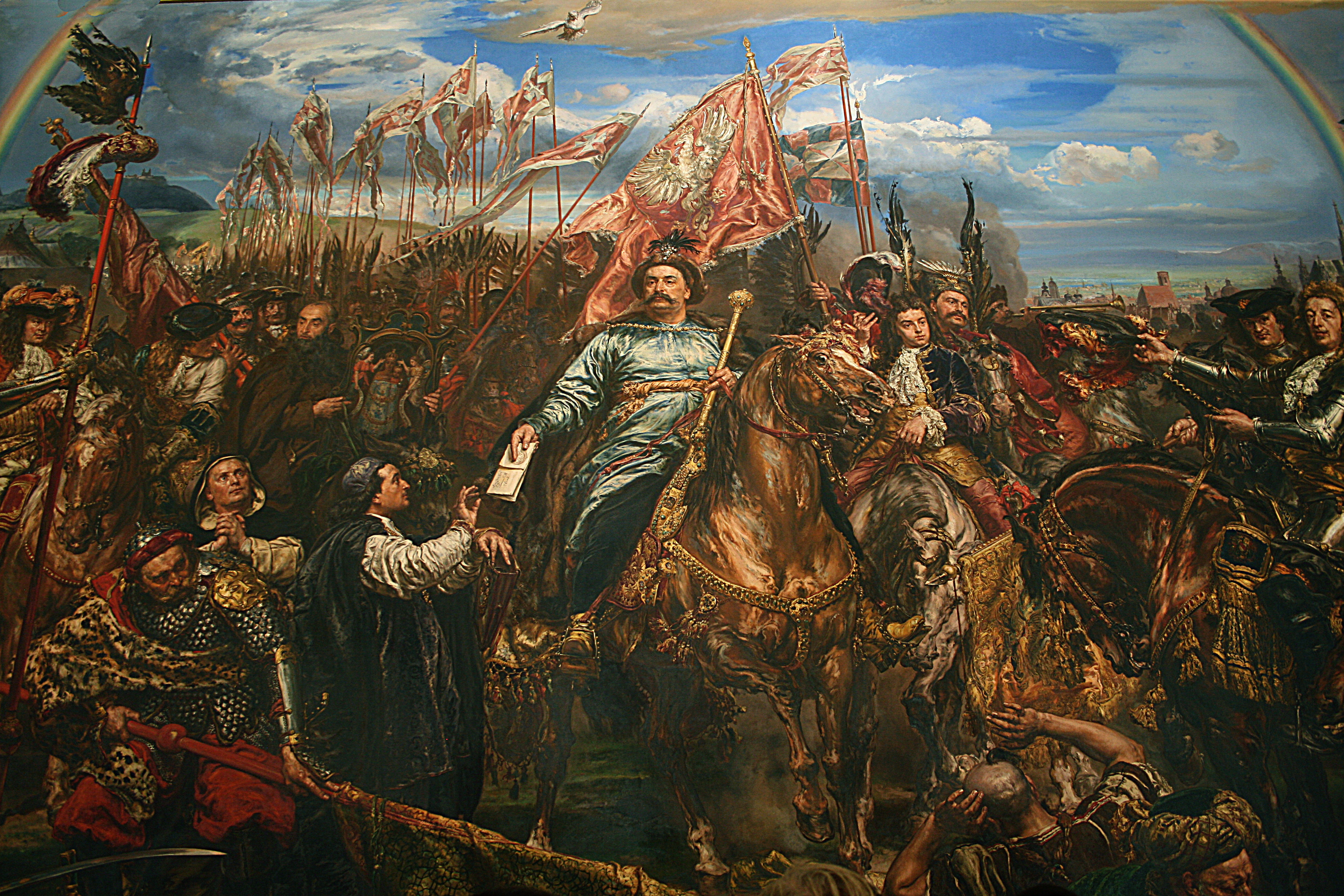
Sobieski stuurt bericht van de overwinning aan de paus met de tekst Veni, vidi, Deus vincit

De nipte redding van Wenen door de Poolse koning bracht de Europese leiders tot het inzicht, dat ze alleen eendrachtig de Turken konden verslaan. Daarom werd in het voorjaar van 1684 de Heilige Liga opgericht. Deze had ten doel het Osmaanse Rijk terug te dringen en het christelijk Europa te bewaren. Behalve de paus, de Habsburgers en Venetië sloten zich ook Polen, het groothertogdom Toscane en het Tsaardom Rusland aan. Daarom kan het beleg van Wenen opgevat worden als het begin van de Grote Turkse Oorlog, die tot 1699 zou duren. Lodewijk XIV zag zich moreel gedwongen de oorlog tegen Spanje te beëindigen en ontruimde de veroverde steden in Vlaanderen doch bedong het bezit van de stad Luxemburg voor twintig jaar.

## Historische betekenis: "de islam aan de poorten van Europa"
Het beleg van Wenen was een duidelijk keerpunt in de geschiedenis van het Ottomaanse Rijk. De Europese grenzen ervan werden in 1699 verlegd naar de Karpaten en daarna zou het geleidelijk steeds verder teruggedrongen worden. In de loop van de achttiende en negentiende eeuw zouden uiteindelijk  Oekraïne, de Krim en het grootste deel van de Balkan verloren gaan totdat het rijk in 1923 helemaal ten onder ging. Omdat de Osmanen een islamitisch volk waren, betekende dit dat ook de invloed van de islam in de eeuwen daarna afnam. De aanval op Wenen vertegenwoordigt dan een laatste opdringen van die godsdienst.
Als dat gebeuren geplaatst wordt in de ruimere context van de verbreiding van de islam, kan de opmars van de Osmanen op de Balkan tussen de veertiende en zeventiende eeuw gezien worden als een tweede belangrijke uitbreiding in Europa, waarbij echter bedacht moet worden dat het gebied maar zeer ten dele geïslamiseerd werd. De eerste uitbreiding had zich tussen de achtste en tiende eeuw voorgedaan in het Iberisch schiereiland, Zuid-Frankrijk en Italië waarvan grotere delen kortere of langere tijd onder Arabische heerschappij gebracht waren. Tegen 1492 waren die alle door christelijke vorsten heroverd. Sommige Europese historici concretiseren deze historische processen door sterk de klemtoon te leggen op "beslissende veldslagen". De islam wordt dan voorgesteld als een planmatig continu veroveringsproject waaraan in 732 bij de Slag bij Poitiers door Karel Martel, de hofmeier van het Frankische Rijk, een halt toegeroepen werd toen hij de troepen van kalief Tariq ibn Zijad versloeg. Het Beleg van Wenen van 1683 is dan de tweede keer dat de islam aan de poorten van Europa stond en het mislukken van het beleg wordt zo een beslissend keerpunt in de wereldgeschiedenis. De val van Wenen, op het nippertje voorkomen, zou het laatste obstakel tussen de Ottomanen en de rest van Europa hebben weggenomen en de islamitische legers een uitvalsbasis verschaft hebben om het hele continent te veroveren.
Volgens de meeste geschiedkundigen gaat deze interpretatie echter voorbij aan de feitelijke toenmalige politieke motieven en machtsverhoudingen. Het concrete politieke doel voor de Turken was in 1683 niet de verbreiding van de islam of de verovering van Europa maar het vestigen van een protestants-Hongaarse bufferstaat. Die was hoofdzakelijk defensief bedoeld want het Ottomaanse Rijk, hoewel groter in oppervlakte, had ten opzichte van het christelijke Europa een, vaak groeiende, achterstand in bevolkingsaantal, welvaart, scheepvaart, handelsstromen, wetenschap, bewapeningsniveau en militaire technologie. De val van Wenen zou geen militaire dominantie van het Ottomaanse rijk gevestigd hebben maar van zijn bondgenoot Frankrijk. Velen in Europa verdachten Lodewijk XIV ervan dat hij een "Universele Monarchie" nastreefde, ofwel de wereldheerschappij, en hijzelf was zeer teleurgesteld dat de Oostenrijkse keizer zijn machtsbasis niet verloren had. Tot 1699 zou Frankrijk zijn best doen de Ottomanen in hun strijd tegen de Heilige Liga te ondersteunen.
Wel is het zo dat in de propaganda van de strijdende partijen in 1683 de godsdienstige tegenstellingen breed werden uitgemeten. De katholieke Habsburgers afficheerden zichzelf graag als de kampioenen van het christelijke westen terwijl in hun optiek de Turken duivelsaanbidders en wrede barbaren waren. Dat speelde in op een traditionele en wijdverbreide "Turkenvrees" die er in het westen leefde. Kara Moestafa op zijn beurt spoorde zijn troepen tot grotere strijdlust aan door een vaandel mee te voeren waarin een stuk van de oorspronkelijke Zwarte Banier van de profeet Mohammed verwerkt zou zijn. Het Turkse leger werd ook vergezeld door de in hofkringen zeer populaire islamitische prediker Vani Mehmed Efendi die in de door de hadith voorspelde Val van Constantinopel het bewijs zag dat de Turken in plaats van de Arabieren het uitverkoren volk van God waren geworden dat ook nu de overwinning niet kon ontgaan.
Allerlei culturele invloeden van de Turkse op de Europese cultuur worden traditioneel met het Beleg van Wenen in verband gebracht. In het Turkse leger werden de troepen door muziek van militaire bands aangemoedigd. In de zeventiende eeuw werd deze gewoonte door westerse legers overgenomen en later werd dat verklaard met het verhaal dat de muziekinstrumenten na de vlucht van de Turken in 1683 in hun kamp aangetroffen waren. Dat zou dan in het bijzonder de bekkens en pauken betreffen. Ook de Hongaarse taragot zou volgens de legende in die tijd overgenomen zijn. Wel historisch authentiek is dat het na 1683 in de mode kwam de Turkse muziekstijl in speciale composities te imiteren, zoals in het werk van de componist Johann Joseph Fux.
Andere verhalen betreffen allerlei culinaire gewoonten. De Weense volksheld Jerzy Franciszek Kulczycki, die een aantal keren berichten door de vijandelijke linies smokkelde, zou in de stad het eerste café geopend hebben na in het kamp een zak koffiebonen te hebben aangetroffen. Ook wordt wel verteld dat de croissant voor het eerst gebakken zou zijn om de overwinning op de Turken te vieren, in verwijzing naar de halve maan — overigens wordt dit ook beweerd over het beleg van 1529. Halvemaanvormige broodjes werden echter al door de Romeinen gegeten en de croissant in de moderne vorm stamt uit 1839.